# Badminton 1995
Höhepunkte des Badmintonjahres 1995 waren die Weltmeisterschaft und der Sudirman Cup.
== World Badminton Grand Prix ==
| Veranstaltung       | Herreneinzel           | Dameneinzel         | Herrendoppel                             | Damendoppel                            | Mixed                                     |
| ------------------- | ---------------------- | ------------------- | ---------------------------------------- | -------------------------------------- | ----------------------------------------- |
| Chinese Taipei Open | Hermawan Susanto       | Lim Xiaoqing        | S. Antonius Budi Ariantho Denny Kantono  | Helene Kirkegaard Rikke Olsen          | Jens Eriksen Rikke Olsen                  |
| Korea Open          | Heryanto Arbi          | Susi Susanti        | Rexy Mainaky Ricky Subagja               | Gil Young-ah Jang Hye-ock              | Thomas Lund Marlene Thomsen               |
| Japan Open          | Heryanto Arbi          | Susi Susanti        | Rexy Mainaky Ricky Subagja               | Ge Fei Gu Jun                          | Thomas Lund Marlene Thomsen               |
| Swiss Open          | Jens Olsson            | Camilla Martin      | Jon Holst-Christensen Thomas Lund        | Helene Kirkegaard Rikke Olsen          | Thomas Lund Marlene Thomsen               |
| Swedish Open        | Park Sung-woo          | Ye Zhaoying         | Peter Axelsson Pär-Gunnar Jönsson        | Kim Mee-hyang Kim Shin-young           | Chen Xingdong Wang Xiaoyuan               |
| All England         | Poul-Erik Høyer Larsen | Lim Xiaoqing        | Rexy Mainaky Ricky Subagja               | Gil Young-ah Jang Hye-ock              | Thomas Lund Marlene Thomsen               |
| French Open         | George Rimarcdi        | Elena Rybkina       | Sigit Budiarto Dicky Purwotjugiono       | Maria Bengtsson Margit Borg            | Thomas Stavngaard Anne Søndergaard        |
| Polish Open         | Budi Santoso           | Olivia              | Seng Kok Kiong Hadi Sugianto             | Emma Ermawati Indarti Issolina         | Paulus Firman Rosalia Anastasia           |
| Malaysia Open       | Alan Budikusuma        | Susi Susanti        | Pramote Teerawiwatana Sakrapee Thongsari | Julie Bradbury Joanne Wright           | Kim Dong-moon Gil Young-ah                |
| Indonesia Open      | Ardy Wiranata          | Susi Susanti        | Rudy Gunawan Bambang Suprianto           | Ge Fei Gu Jun                          | Tri Kusharyanto Minarti Timur             |
| Singapur Open       | Joko Suprianto         | Lim Xiaoqing        | Rexy Mainaky Ricky Subagja               | Ge Fei Gu Jun                          | Tri Kusharyanto Minarti Timur             |
| US Open             | Hermawan Susanto       | Ye Zhaoying         | Rudy Gunawan Bambang Suprianto           | Gil Young-ah Jang Hye-ock              | Kim Dong-moon Gil Young-ah                |
| Canada Open         | Lee Kwang-jin          | Bang Soo-hyun       | Ha Tae-kwon Kang Kyung-jin               | Gil Young-ah Jang Hye-ock              | Kim Dong-moon Gil Young-ah                |
| Brunei Open         | Rashid Sidek           | Yao Jie             | Cun Cun Haryono Ade Lukas                | Eny Oktaviani Nonong Denis Zanati      | nicht ausgetragen                         |
| Russia Open         | Hendrawan              | Lidya Djaelawijaya  | Jon Holst-Christensen Thomas Lund        | Chen Ying Peng Xinyong                 | Jens Eriksen Marlene Thomsen              |
| Hamburg Cup         | George Rimarcdi        | Pernille Nedergaard | Michael Helber Michael Keck              | Lotte Olsen Rikke Olsen                | Kai Mitteldorf Katrin Schmidt             |
| Sydney Open         | Nunung Subandoro       | Han Jingna          | Davis Efraim Halim Haryanto              | Peng Xinyong Zhang Jin                 | Halim Haryanto Indarti Issolina           |
| Denmark Open        | Poul-Erik Høyer Larsen | Lim Xiaoqing        | Jon Holst-Christensen Thomas Lund        | Lisbet Stuer-Lauridsen Marlene Thomsen | Chen Xingdong Peng Xinyong                |
| German Open         | Joko Suprianto         | Camilla Martin      | Jon Holst-Christensen Thomas Lund        | Eliza Nathanael Zelin Resiana          | Ron Michels Erica van den Heuvel          |
| Bulgarian Open      | Anders Nielsen         | Elena Nozdran       | Kevin Han Thomas Reidy                   | Diana Koleva Neli Nedjalkova           | Vladislav Druzchenko Victoria Evtuschenko |
| Hong Kong Open      | Heryanto Arbi          | Bang Soo-hyun       | Ha Tae-kwon Kang Kyung-jin               | Gil Young-ah Jang Hye-ock              | Park Joo-bong Shim Eun-jung               |
| China Open          | Dong Jiong             | Ye Zhaoying         | Huang Zhanzhong Jiang Xin                | Ge Fei Gu Jun                          | Chen Xingdong Peng Xinyong                |
| Thailand Open       | Dong Jiong             | Lim Xiaoqing        | Huang Zhanzhong Jiang Xin                | Gil Young-ah Jang Hye-ock              | Park Joo-bong Ra Kyung-min                |
| Scottish Open       | Peter Knowles          | Catrine Bengtsson   | Nick Ponting Julian Robertson            | Catrine Bengtsson Maria Bengtsson      | Lars Pedersen Anne Mette Bille            |
| Grand Prix Finale   | Joko Suprianto         | Ye Zhaoying         | Cheah Soon Kit Yap Kim Hock              | Ge Fei Gu Jun                          | Tri Kusharyanto Minarti Timur             |

## Terminkalender
| Veranstaltung                                    | Ort                 | Beginn             | Ende               |
| ------------------------------------------------ | ------------------- | ------------------ | ------------------ |
| Westdeutsche Badmintonmeisterschaft 1995         | Mülheim an der Ruhr | 7. Januar 1995     | 8. Januar 1995     |
| Deutsche Badmintonmeisterschaft 1995             | Hannover            | 2. Februar 1995    | 5. Februar 1995    |
| Schweizer Badmintonmeisterschaft 1995            | Aarau               | 4. Februar 1995    | 5. Februar 1995    |
| Englische Meisterschaft 1995                     | Norwich             | 10. Februar 1995   | 12. Februar 1995   |
| Badminton bei den Canada Games 1995              | Grande Prairie      | 19. Februar 1995   | 4. März 1995       |
| Polnische Badmintonmeisterschaft 1995            | Rzeszów             | 23. Februar 1995   | 25. Februar 1995   |
| Badminton bei den Panamerikanischen Spielen 1995 | Mar del Plata       | 12. März 1995      | 16. März 1995      |
| All England 1995                                 | Birmingham          | 14. März 1995      | 18. März 1995      |
| German Juniors 1995                              | Bottrop             | 17. März 1995      | 19. März 1995      |
| French Open 1995                                 | Paris               | 22. März 1995      | 26. März 1995      |
| Badminton-Asienmeisterschaft 1995                | Peking              | 5. April 1995      | 9. April 1995      |
| Nordische Badmintonmeisterschaft 1995            | Reykjavík           | 28. April 1995     | 30. April 1995     |
| Senioren-Badmintoneuropameisterschaft            | Hillerød            | 11. Mai 1995       | 14. Mai 1995       |
| Sudirman Cup 1995                                | Lausanne            | 17. Mai 1995       | 20. Mai 1995       |
| Badminton-Weltmeisterschaft 1995                 | Lausanne            | 22. Mai 1995       | 28. Mai 1995       |
| Asian Cup 1995                                   | Qingdao             | 14. Juni 1995      | 18. Juni 1995      |
| Indonesia Open 1995                              | Jakarta             | 10. Juli 1995      | 16. Juli 1995      |
| Badminton bei den Island Games 1995              | Gibraltar           | 16. Juli 1995      | 22. Juli 1995      |
| Singapur Open 1995                               | Singapur            | 17. Juli 1995      | 23. Juli 1995      |
| Carebaco-Meisterschaft 1995                      | Kingston            | 25. August 1995    | 27. August 1995    |
| Brazil International 1995                        | São Paulo           | 7. September 1995  | 10. September 1995 |
| Badminton World Cup 1995                         | Jakarta             | 13. September 1995 | 17. September 1995 |
| Denmark Open 1995                                | Odense              | 12. Oktober 1995   | 15. Oktober 1995   |
| German Open 1995                                 | Leverkusen          | 18. Oktober 1995   | 22. Oktober 1995   |
| Slovenia International 1995                      | Ljubljana           | 20. Oktober 1995   | 23. Oktober 1995   |
| China Open 1995                                  | Chengdu             | 6. November 1995   | 11. November 1995  |
| World Badminton Grand Prix 1995 (Finale)         | Singapur            | 29. November 1995  | 3. Dezember 1995   |
| Südostasienspiele 1995/Badminton                 | Chiang Mai          | 9. Dezember 1995   | 17. Dezember 1995  |
| Jamaikanische Badmintonmeisterschaft 1995        | Kingston            | 15. Dezember 1995  | 17. Dezember 1995  |